# Svenska vänstern
Svenska vänstern  var ett finlandssvenskt politiskt parti i Finland som bildades 1931, då denna liberala fraktion slutgiltigt bröt sig ur Svenska folkpartiet och bestod till 1950. Dess ideologiska utgångspunkt var republik istället för monarki, vilket skilde dem från den monarkistiskt sinnade majoriteten som stannade kvar i Svenska folkpartiet. 
Svenska republikanska vänstern bildades 1919 av bland andra Georg Schauman och antog 1920 namnet Svenska vänstern. Framträdande medlemmar var bland andra Max Hanemann och Georg von Wendt. År 1946 ändrades namnet Svenska frisinnade partiet, men verksamheten upphörde efter att gruppen Svensk socialliberal samling bildats 1950 för att samla svenska vänsterborgerliga personer både inom och utom Svenska folkpartiet. Partiets ideologiska motsvarighet på finskspråkigt håll hette Nationella framstegspartiet.